# Cá nóc đầu vằn
Cá nóc đầu vằn, tên khoa học Torquigener hypselogeneion, là một loài cá nóc thuộc chi Torquigener, họ Tetraodontidae. Loài cá này sinh sống ở Ấn Độ Dương và Tây Bắc Úc.